# フェリペ・カンパニョーリ・マルティンス
フェリペこと、フェリペ・カンパニョーリ・マルティンス（Felipe Campanholi Martins、1990年9月30日 - ）は、ブラジル出身のサッカー選手。オースティンFC所属。ポジションはMF。

## クラブ経歴
2008年にイタリアのカルチョ・パドヴァと契約を結んだが、その後軽度の先天性心疾患が見つかり、契約を解除した。
イングランドでプレーすることに関心を示したフェリペは、EFLリーグ1に所属していたAFCボーンマスとのトライアルに参加し、高い評価を得て契約を提示された。
しかし結局ボーンマスとは契約を結ばず、2009年1月にスイスのFCヴィンタートゥールに加入することを選んだ。FCヴィンタートゥールで見せたパフォーマンスから、より大きなスイスのクラブの注目を集めるようになった。シーズン終了時にはFCルガーノに加入し、3シーズン合計で出場50試合・7ゴールを記録した。2011年にはFCヴォーレンにレンタル移籍し、15試合で2ゴールを記録。
2011年12月21日、メジャーリーグサッカーのモントリオール・インパクトに加入。
2015年1月27日、エリック・アレクサンダーとアンブロワーズ・オヨンゴの2選手および外国籍選手枠とのトレードでニューヨーク・レッドブルズに移籍。
2018年3月2日、ティム・パーカーの取引の一環で、移籍分配金50万ドルと外国籍選手枠と共にバンクーバー・ホワイトキャップスにトレードされたことが発表された。
2019年8月6日、ターゲット分配金7万5000ドルおよび外国籍選手枠と引き換えにD.C. ユナイテッドにトレードされた。

## 人物
一時期カナダ代表でのプレーを検討し、永住権を申請したと伝えられたが、結局市民権は取得できなかったためカナダ代表の資格は有していない。

## タイトル

### クラブ
モントリオール・インパクト
- カナディアン・チャンピオンシップ: 2013, 2014

ニューヨーク・レッドブルズ
- サポーターズ・シールド: 2015